# Samuel Johnson (actor)
Samuel Johnson es un actor y locutor de radio australiano, conocido por su interpretación como Evan Wylde en la serie The Secret Life of Us. También es muy conocido por sus numerosas apariciones en comerciales y doblajes.

## Biografía
Samuel y sus hermanas, Constance "Connie" Johnson y Hilda Johnson, fueron criados por su padre, después de que su madre se suicidara cuando eran pequeños. Cuando Sam apenas tenía 11 años su hermana Constance fue diagnosticada con cáncer por lo que tuvo que someterse a quimioterapia.
Poco después su familia comenzó a pasar por dificultades luego de que su padre no tuviera el dinero suficiente para mandarlos a una escuela privada, sin embargo su padre lo escogió y Sam asistió a la escuela. Cuando comenzaron a ganar dinero su familia comenzó su propia cadena de librerías de segunda mano alrededor de Melbourne.
En el 2001 Samuel fue condecorado con la Medalla del Centenario de Australia, por sus servicios a la sociedad y la producción fílmica de Australia
En septiembre del 2007 Sam se vio en vuelto en una pelea en un bar en el Star City Casino, en Sídney. Cuando él y su novia Sarah asistían a la boda de un amigo, Sam se vio involucrado en una pelea con Ben Benson un invitado. Durante el altercado Sam golpeó en varias ocasiones a Benson y pisó su cabeza mientras este se encontraba en el suelo.
El tribunal fue informado de la infracción de Johnson, quien en ese momento se encontraba recibiendo tratamiento para la depresión tras el suicidio de su novia Lainie Woodlands. Por sus acciones fue condenado a 12 meses de buen comportamiento bajo asesoramiento.
Es muy buen amigo del actor Joel Edgerton.
- Relaciones.:

El 5 de febrero de 2006 su novia Lainie Woodlands, se suicidó. Posteriormente se vio envuelto en una pelea durante siete meses con los padres de Lainie, acerca de dónde debía ser enterrada. En mayo del 2008 dio su primera entrevista desde la muerte de Woodlands para el documental de la ABC Television's Australian Story, "The Sum of Sam". Durante la entrevista habló acerca de los problemas que tuvo durante los últimos tres años.
En el 2007 comenzó a salir con Sarah Hallam, una directora de casting. La pareja se conoce desde que tenían 15 años, actualmente viven en Melbourne con el pequeño hijo de Sarah.

## Carrera
Johnson ha participado como invitado en series como The Bill, Ocean Girl, Blue Heelers, Stingers, Something in the Air, Thank God You're Here, entre otros...
En 1995 apareció como invitado en la exitosa serie australiana Home and Away, donde interpretó a Gus Bishop, el primer novio de Sally Fletcher. Ese mismo año obtuvo su primer papel en una película cuando interpretó el pequeño papel de un cajero en Angel Baby.
En el 2001 obtuvo su primer papel importante en la televisión cuando se unió al elenco de la serie dramática The Secret Life of Us, en donde interpretó al desaliñado y mujeriego escritor Evan Wylde. Junto a la actriz Deborah Mailman eran los encargados de narrar la serie. Sam dejó el programa temprano durante la cuarta temporada. Por su actuación fue nominado a un premio AFI en la categoría de mejor actor en un papel principal en una serie dramática de televisión.
En el 2002 interpretó a Dave Jackson en la película Crackerjack, Dave era el compañero de cuarto de Jack Simpson.
En el 2003 se unió al elenco principal de la película After the Deluge donde interpretó a Toby Kirby, la película sigue la historia de la familia Kirby; cuyo padre se encuentra en las etapas avanzadas de la enfermedad de Alzheimer, Cliff comienza a revivir sus recuerdos más inquietantes durante su participación en la guerra y su primer amor, como parte del presente. Sus tres hijos Toby, Alex (David Wenham) y Marty (Hugo Weaving), se unen para cuidar a su padre, mientras luchan con sus propias vidas y sus relaciones. Por su actuación ganó un premio AFI en la categoría de mejor actor principal en una serie dramática de televisión.
En el 2005 interpretó a Gary Kelp en la película de humor negro The Illustrated Family Doctor, en donde Gary comienza a desarrollar todos los síntomas físicos que aparecen en la transcripción y su vida comienza a desmoronarse.
En julio del 2007 interpretó al joven Weary Dunlop en la obra de teatro "Weary: The Story of Sir Edward Dunlop", la obra sigue la vida de Weary un veterano quien después de retirarse regresa a sus memorias de cuando estuvo como prisionero de guerra en un campamento durante la II Guerra Mundial. 
En el 2008 se unió al elenco principal de la serie australiana Rush, donde interpretó al Oficial de Inteligencia y especialista en comunicaciones Leon Broznic, hasta el final de la serie en el 2011.
En el 2009 apareció como personaje recurrente en la segunda temporada de la serie Underbelly, Underbelly: A Tale of Two Cities donde interpretó al corrupto agente federal de narcóticos Jack Smith.
En el 2010 apareció como invitado en series como Sleuth 101 y en Wilfred, donde interpretó a Sam, un antiguo amigo de Sarah. Ese mismo año apareció en la miniserie The Pacific, donde dio vida a Adam.
A principios de junio del 2014 se anunció que el crítico de música australiano Molly Meldrum había escogido a Samuel para que lo interpretara en una serie.
En febrero del 2015 se anunció que se uniría al nuevo drama Molly, donde dará vida al múscio australiano Ian "Molly" Meldrum.

## Radio
Del 2005 al 2006 Johnson trabajó para la emisora FM Nova 100, presentando el programa de las 9 a. m. a las 12 p. m..
Sam renunció a mediados del 2006, luego de la muerte de su novia Lainie Woodlands.

## Caridad
En el 2004 se fue de viaje alrededor de Australia en un motociclo para recaudar fondos para caridad. 
Participa y es voluntario en Open Family Australia, una organización benéfica que trabaja con jóvenes vulnerables.
En el 2013 Samuel viajará 15.000 kilómetros en un monociclo en un intento por romper el récord mundial Guinness y así recaudar $ 1 millón para el Instituto Garvan de Investigación Médica que intenta encontrar la cura para el cáncer de mama. Su objetivo es promover la detección temprana para así mejorar las tasas de supervivencia a través de la fundación de caridad "Love Your Sister".

## Filmografía

### Series de televisión
| Año             | Título                           | Personaje              | Notas                            |
| --------------- | -------------------------------- | ---------------------- | -------------------------------- |
| 2016 - presente | Molly                            | Ian "Molly" Meldrun    | 2 episodios - miniserie          |
| 2015            | The Secret River                 | Saggity                | 2 episodios - miniserie          |
| 2008 - 2011     | Rush                             | Leon Broznic           | 70 episodios                     |
| 2011            | Small Time Gangster              | Gary                   | 5 episodios                      |
| 2010            | Wilfred                          | Sam                    | episodio "Bite Club"             |
| 2010            | The Pacific                      | Adam                   | miniserie - episodio "Melbourne" |
| 2010            | Sleuth 101                       | Cache                  | episodio "Delete Cache"          |
| 2009            | Underbelly: A Tale of Two Cities | Jack Smith             | 6 episodios                      |
| 2007            | Thank God You're Here            | Reparto Adicional      | episodio # 3.11                  |
| 2001 - 2005     | The Secret Life of Us            | Evan Wylde             | 72 episodios                     |
| 2000            | Something in the Air             | Dermot Yates           | 7 episodios                      |
| 1999            | Wildside                         | Troy Cunningham        | episodio # 2.19                  |
| 1999            | Thunderstone                     | Duane                  | 2 episodios                      |
| 1998            | Stingers                         | Murray Best            | episodio "Jelly Babies"          |
| 1997 - 1998     | Good Guys Bad Guys               | Dermott Maginnis       | 5 episodios                      |
| 1997            | Raw FM                           | Adams                  | episodio "What You Can"          |
| 1995 - 1997     | Blue Heelers                     | Dennis Cole/Glen Rigby | 2 episodios                      |
| 1995            | Ocean Girls                      | Robert "Rocky" Rhodes  | 13 episodios                     |
| 1995            | Home and Away                    | Gus Bishop             | 10 episodios                     |
| 1990            | The Bill                         | Gareth Arnold          | episodio "Against the Odds"      |

### Películas
| Año  | Título                          | Personaje           | Notas                                                                  |
| ---- | ------------------------------- | ------------------- | ---------------------------------------------------------------------- |
| 2012 | Alphamum01                      | Tom                 | junto a Peta Sergeant y Georgia Bolton                                 |
| 2012 | Crawlspace                      | Matthews            | junto a Ditch Davey, Peta Sergeant, Amber Clayton y Fletcher Humphrys  |
| 2012 | Auditioning Fanny               | Director del Elenco | corto - junto a Lulu McClatchy, Jay Bowen y Georgia Bolton             |
| 2011 | The Tea Party                   | Indy                | prestó su voz para el personaje                                        |
| 2011 | Anima                           | Roman Sokalov       | corto - junto a Yvonne Rae                                             |
| 2009 | Blind Compny                    | Director de Teatro  | junto a Colin Friels, Gloria Ajenstat, Nick Barkla y Sarah Hallam      |
| 2008 | $9.99                           | Dave Peck           | prestó su voz para el personaje - junto a Anthony LaPaglia y Josef Ber |
| 2007 | Shotgun! [An Openning Sequence] | Billy               | corto                                                                  |
| 2006 | Dead Rain                       | Josh                | corto                                                                  |
| 2005 | Ten Feet Tall                   | Tim                 | corto                                                                  |
| 2005 | The Illustrated Family Doctor   | Gary Kelp           | junto a Colin Friels, Kestie Morassi y Jessica Napier                  |
| 2005 | Hole in the Wall                | -                   | corto                                                                  |
| 2003 | The House of Names              | Cleveland           | corto - junto a Kim Gyngell, Carole Yelland y Noel Herriman            |
| 2003 | After the Deluge                | Toby Kirby          | junto a Hugo Weaving, Essie Davis, Rachel Griffiths y David Wenham     |
| 2002 | Crackerjack                     | Dave Jackson        | junto a Mick Molloy                                                    |
| 2002 | News Skin                       | Sten                | junto a Anthony Hayes, Jessica Napier y Marshall Napier                |
| 2001 | ICQ                             | Eric                | corto                                                                  |
| 2001 | The Secret Life of Us           | Evan Wylde/Narrador | junto a Claudia Karvan, Abi Tucker, Joel Edgerton y Spencer McLaren    |
| 2001 | Spark D Comes toTown            | Stretch             | corto - junto a Richard Cawthorne, Matthew Dyktynski y Petra Yared     |
| 1999 | Taken                           | -                   | corto                                                                  |
| 1999 | Strange Fits of Passion         | Josh                | junto a Bojana Novakovic, Anni Finsterer y Nathan Page                 |
| 1997 | The Last of the Ryans           | Joven Periodista    | -                                                                      |
| 1997 | One Way Ticket                  | Jimmie              | -                                                                      |
| 1997 | Halifax f.p: Someone You Know   | Jamie Callen        | junto a Sonia Todd, Grant Bowler y Vince Colosimo                      |
| 1996 | The Inner Sanctuary             | Carl                | junto a Lisa McCune                                                    |
| 1995 | Angel Baby                      | Cajero              | -                                                                      |

### Videojuegos
| Año  | Documental | Notas                           |
| ---- | ---------- | ------------------------------- |
| 2003 | Shadowbane | prestó su voz para el personaje |

### Apariciones
| Año  | Documental                                    | Notas                     |
| ---- | --------------------------------------------- | ------------------------- |
| 2015 | Hipsters                                      | 6 episodios - presentador |
| 2009 | Paper Dolls: Australian Pinups of World War 2 | narrador                  |
| 2008 | The Sum of Sam                                | narra su propia historia  |

### Diseñador de sonido e iluminación
| Año  | Título                     | Notas                                    |
| ---- | -------------------------- | ---------------------------------------- |
| 2010 | The House of Bernarda Alba | obra - diseñador de sonido e iluminación |

### Teatro
| Año  | Obra                                 | Personaje       | Director (a)   | Teatro            | Notas                                                                   |
| ---- | ------------------------------------ | --------------- | -------------- | ----------------- | ----------------------------------------------------------------------- |
| 2011 | The Haunting of Daniel Gartrell      | -               | Lucy Freeman   | -                 | junto a Marcella Russo y John Wood                                      |
| 2010 | Men                                  | Guy             | Sarah Hallman  | -                 | junto a Justin Rosniak, Jay Bowen y Georgia Bolton                      |
| 2009 | Secret Bridesmaids' Business         | Invitado        | Sioban Tuke    | Playhouse Theatre | junto a Jacki Weaver, Marcus Graham, Caroline Craig y Rodger Corser     |
| 2007 | Weary-The Story of Sir Edward Dunlop | Weary Dunlop    | Roger Hodgman  | Comedy Theatre    | junto a Ronald Falk y Dion Mills                                        |
| 2005 | Love Letters                         | Andrew Ladd III | John Clark     | Parade Theatre    | junto a Steve Bisley, Alex Dimitriades, Marcus Graham y Noni Hazlehurst |
| 1998 | Hotel Sorrento                       | Hijo            | David Latham   | Merlyn Theatre    | junto a John Flaus, Janet Andrewartha y Ken Radley                      |
| 1998 | The Present                          | Danny Rule      | Craig Illot    | -                 | junto a Anne Browning, Anni Finsterer, Jack Finsterer                   |
| 1997 | Life During Wartime                  | Howard          | Catherine Hill | Athenaeum Theatre | junto a Jim Daly y Clarissa House                                       |
| -    | The Snake Pit                        | Harry           | -              | -                 | -                                                                       |
| -    | Mad Woman's Fountain                 | Harry           | -              | -                 | -                                                                       |
| -    | The Pink Panther Strikes Again       | Dreyfus         | -              | -                 | -                                                                       |

## Premios y nominaciones
| Año  | Categoría                                                                | Premio             | Serie/Película        | Resultado |
| ---- | ------------------------------------------------------------------------ | ------------------ | --------------------- | --------- |
| 2016 | Best Lead Actor In A Television Drama                                    | AACTA Award        | Molly                 | Ganó      |
| 2003 | Best Actor in a Supporting or Guest Role in a Television Drama or Comedy | AFI Award          | After de Deluge       | Nominado  |
| 2002 | Most Popular Actor                                                       | Silver Logie Award | The Secret Life of Us | Nominado  |
| 2001 | Best Actor in a Leading Role in a Television Drama Series                | AFI Award          | The Secret Life of Us | Ganó      |
| 1999 | Best Actor in a Leading Role in a Television Drama                       | AFI Award          | Wildside              | Nominado  |